# Marco Hartrich
Marco Hartrich (* 18. Januar 1972 in Kellinghusen) ist ein deutscher Richter und politischer Beamter (Bündnis 90/Die Grünen). Seit November 2022 ist er Staatssekretär im Niedersächsischen Kultusministerium.

## Leben
Nach seinem Abitur an der Jungmannschule in Eckernförde studierte Hartrich Rechtswissenschaft an der Philipps-Universität Marburg und der Universität Bielefeld. Im Jahr 2000 wurde er als Richter in die niedersächsische Justiz eingestellt. Er war bis 2007 Mitglied einer Zivilkammer am Landgericht Hannover und wurde zur Zweigstelle Celle der Staatsanwaltschaft Lüneburg und zum Amtsgericht Hannover abgeordnet. Von 2007 bis 2015 war er Richter am Amtsgericht Hannover für verschiedene Dezernate, ab 2013 war er dort Abteilungsleiter des Familiengerichts. Neben seiner Tätigkeit in der Rechtsprechung nahm er dort seit 2010 außerdem Aufgaben der Gerichtsverwaltung als Präsidialrichter wahr. Von 2015 bis 2019 war er ans Niedersächsischen Justizministerium abgeordnet, bis 2017 als Leiter des Büros von Ministerin Antje Niewisch-Lennartz, anschließend als Leiter mehrerer Fachreferate im Rang eines Ministerialrats. Von 2019 bis 2020 war er Leiter der Zivilgerichts-Abteilung am Amtsgericht Hannover. Von 2020 bis zu seiner Ernennung zum Staatssekretär im November 2022 war er Vorsitzender Richter des Zivilsenats am Oberlandesgericht Celle. Er ist zudem ausgebildeter Mediator und Intervisor für Proberichter. Er ist Mitglied des Landesjustizprüfungsamts des Niedersächsischen Justizministeriums und war Richter am Niedersächsischen Dienstgerichtshof.
Hartrich wurde am 8. November 2022 zum Staatssekretär des von Julia Hamburg geleiteten Niedersächsischen Kultusministeriums berufen.
Hartrich ist verheiratet und hat drei Kinder.